# تجربة الممحاة الكمومية

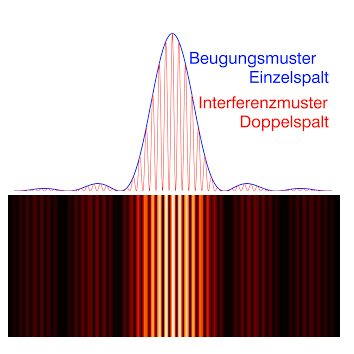

في ميكانيكا الكم، تُعد تجربة الممحاة الكمومية عبارة عن تجربة قياس التداخل تُظهر أوجهًا أساسية متعددة لميكانيكا الكم بما في ذلك التشابك الكمي والمكاملة.
لتجربة الممحاة الكمومية ذات الشق المزدوج الموصوفة في هذا المقال ثلاث مراحل:
1. أولًا، يُعيد المجرب إنشاء نمط التداخل لتجربة يونغ للشق المزدوج من خلال تأليق الفوتونات في مقياس التداخل للشق المزدوج والتحقق من وجود نمط تداخل على شاشة الالتقاط.
2. ثانيًا، يُحدد المجرب من أي شق عبر كل فوتون ويُظهر نمط التداخل بعد ذلك ينهار. تُشير هذه المرحلة إلى أن وجود معلومات «أي مسار» هي ما يسبب انهيار نمط التداخل. (تصحيح هام: حُفظت اللغة السابقة لرسم المغالطة التي أدت إلى الارتباك الكبير حول هذه التجربة. في الحقيقة، وفي هذه المرحلة، بعيدًا عن خسارة نمط التداخل، لا تؤثر ملاحظة أي شق تعبر منه الفوتونات. يحصل كلا الشقين على ذات النوع من خسارة التداخل. الممحاة الكمومية هي تجربة قياسية لنموذج إي بي آر (نسبة لآينشتاين وبودلوسكي وروزن)، وحقيقةً لا يُوجد محي لأي معلومات).
3. ثالثًا، تُمحى معلومات «أي شق» بحيث يُسترجع نمط التداخل. (بدلًا من إزالة أو عكس أي تغييرات تُقدم إلى الفوتون أو الطريق الذي يسلكه، تنشئ هذه التجارب تغيرًا آخر يحجب التحديد المنشئ سابقًا).

هناك نتيجة أساسية وهي أنه لا يهم ما إذا كان إجراء المحو تم قبل أو بعد وصول الفوتون إلى شاشة الالتقاط.
يمكن استخدام تقنية المحو الكمومية لزيادة الدقة في المجاهر المتقدمة.

## مقدمة
تُعد تجربة الممحاة الكمومية الموصوفة في هذا المقال تغييرًا عن تجربة يونغ للشق المزدوج الكلاسيكية. تثبت هذه التجربة أنه عند اتخاذ إجراء لتحديد أي شق يمر عبره الفوتون، لا يمكن للفوتون أن يتداخل مع نفسه. عندما يُحدد سرب من الفوتونات بهذه الطريقة، لن تُرى ميزة هامش التداخل في تجربة يونغ. تستطيع التجربة الموصوفة في هذا المقال إنشاء أوضاع يمكن فيها للفوتون الذي يُحدد لكشف الشق الذي يعبر منه أن يصبح غير محدد. لا يمكن لفوتون حُدد أن يتداخل مع نفسه ولا يستطيع إنشاء نمط هامشي، ولكن الفوتون المُحدد والذي يصبح بعدها غير محدد أن يتداخل مع نفسه ويتعاون في إنشاء السمات المميزة لتجربة يونغ.
تتضمن التجربة جهازًا بقسمين أساسيين. بعد إنشاء فوتونين متشابكين، يُوجه كل واحد منهما إلى القسم المخصص له من الجهاز. أي شيء يُقام به لمعرفة مسار الشريك المتشابك للفوتون الذي يُفحص في الجزء الشق المزدوج من الجهاز سوف يؤثر على الفوتون الثاني، والعكس بالعكس. لعل ميزة التلاعب بالشركاء المتشابكين مع الفوتونات في جزء الشق المزدوج من الجهاز التجريبي هي أن المجرب يمكنه تدمير أو استعادة نمط التداخل في المرحلة التالية دون تغيير أي شيء في ذلك القسم من الجهاز. يقوم المجربون بهذه العملية من خلال التلاعب بالفوتون المتشابك، ويمكنهم القيام بذلك قبل أو بعد عبور شريكه خلال الثقوب والأجزاء الأخرى للجهاز التجريبي بين باعث الفوتون وشاشة الالتقاط. لذا، وتحت ظروف يكون فيها جزء الشق المزدوج من التجربة مُحضرًا لمنع ظاهرة التداخل (بسبب الوجود الحاسم لمعلومات أي شق يعبر منه الفوتون)، يمكن استخدام الممحاة الكمومية لمحي هذه المعلومات بفعالية. عند القيام بذلك، يسترجع المجرب التداخل دون تبديل جزء الشق المزدوج من الجهاز التجريبي.
هناك صيغة مختلفة لهذه التجربة، وهي عبارة عن ممحاة كمومية للخيار المتأخر، تتيح اتخاذ القرار بشأن ما إذا كان يجب قياس أو إتلاف المعلومات «أي مسار» التي يتعين تأجيلها إلى ما بعد تداخل الجسيم الشريك المتشابك (الذي يمر عبر الشقوق) مع نفسه أم لا. في تجارب الخيار المتأخر، يمكن للآثار الكمومية أن تحاكي تأثير الإجراءات المستقبلية على الأحداث الماضية. ومع ذلك، فإن الترتيب الزمني لإجراءات القياس غير متوافق.

## التجربة
أولًا، يُطلق الفوتون عن طريق جهاز بصري غير خطي مخصص: بلورة بيتا بورات الباريوم. تحول البلورة الفوتون المفرد إلى فوتونين متشابكين بتردد منخفض وهي عملية تُعرف باسم التحويل التلقائي الحدودي، تتبع تلك الفوتونات المتشابكة مسارات مختلفة. يذهب أحد الفوتونات إلى الكاشف مباشرةً، بينما يمر الآخر عبر ستار الشق المزدوج نحو الكاشف الثاني. يتصل كلا الكاشفين مع دارة الانطباق، ما يضمن أن الفوتون المتشابك فقط يؤخذ بالحسبان. يحرك المحرك الخطوي الكاشف الثاني ليمسح عبر المنطقة المستهدفة، ما ينتج خريطة شدة. ينتج عن هذا التكوين نمط التداخل المألوف.
بعد ذلك، يُوضع المستقطب الدائري أمام كل شق في ستار الشق المزدوج، ما يُنتج استقطابًا دائريًا في اتجاه عقارب الساعة في ضوء يمر عبر شق واحد، واستقطابًا دائريًا عكس عقارب الساعة في الشق الآخر. يُقاس هذا الاستقطاب عند الكاشف، وبالتالي تُحدد الفوتونات ويُدمر نمط التداخل.
أخيرًا، يُوضع مستقطب خطي في مسار الفوتون الأول للزوج المتشابك، ما يعطي هذا الفوتون استقطابًا قطريًا. يضمن التشابك استقطابًا قطريًا مكملًا في شريكه، والذي يمر عبر ستار الشق المزدوج. يغير هذا من تأثير المستقطبين الدائريين، إذ يُنتج كل منهما مزيجًا من الضوء المستقطب في اتجاه عقارب الساعة وعكس عقارب الساعة. وبالتالي لم يعد بإمكان الكاشف الثاني تحديد المسار الذي يُسلك، واستعادة هامش التداخل.
يمكن أيضًا حساب الشق المزدوج ذي المستقطبين الدائريين باعتبار الضوء موجةً كلاسيكية. ومع ذلك، تستخدم هذه التجربة فوتونات متشابكة، غير متوافقة مع الميكانيكا الكلاسيكية.

## اللامحلية
هناك سوء فهم شائع جدًا حول هذه التجربة وهو أنها قد تُستخدم لتوصيل المعلومات بشكل فوري بين جهازين للكشف. ولكن يجب أن تأخذ بعين الاعتبار كاشف الانطباق أعلاه. يُرشح المستقطب الخطي في المسار العلوي بفعالية نصف الفوتونات المتشابكة، ويُرشح كاشف الانطباق الفوتونات المقابلة في المسار السفلي. يمكن وصل كواشف الانطباق بشكل كلاسيكي فقط.
يقيس تصور أليس على أول كاشف الاستقطاب الخطي أو الدائري ويؤثر بشكل فوري على نتيجة بوب لقياس التداخل. يمكن للمرء أن يتخيل وضعًا تتحول فيه أليس من مستقطب خطي إلى مستقطب دائري على كاشفها بعد فترة طويلة من إجراء بوب لقياسه، إذ يتغير نمط تداخل بوب فجأة من التداخل إلى اللُطاخة لكن في الماضي. قد يؤدي اتباع مجموعة الأفكار هذه إلى وفرة من مفارقات الوقت، مثل قياس بوب لنمط واحد وإخبار أليس بالتبديل إلى كاشفها إلى المستقطب مستقبلًا الذي قد يسبب النمط المعاكس. لذلك يجب أن يكون هناك شيء خاطئ.
سوء الفهم هو أن بوب يقيس دائمًا اللطاخة، وليس نمط التدخل أبدًا، بصرف النظر عما تفعله أليس. تتجلى اللامحلية بطريقة أكثر دقة إلى حد ما. كيف؟ دعنا نقول إن بلورة بيتا بورات الباريوم تنتج الحالة التالية:
{\displaystyle |\circlearrowright \rangle _{A}|\circlearrowleft \rangle _{B}+|\circlearrowleft \rangle _{A}|\circlearrowright \rangle _{B}}
(يحتوي فوتون أليس على استقطاب في اتجاه عقارب الساعة وفوتون بوب له استقطاب في اتجاه عقارب الساعة) أو (يحتوي فوتون بوب على استقطاب في اتجاه عقارب الساعة وفوتون أليس له استقطاب في اتجاه عقارب الساعة).
إذا وضعت أليس مستقطبًا دائريًا أمام كاشفها يُرشح الفوتونات باستخدام الاستقطاب في اتجاه عقارب الساعة، عندها في كل مرة تقيس أليس الفوتون، فمن المؤكد أن فوتون بوب المقابل سيكون له استقطاب في اتجاه عقارب الساعة:
{\displaystyle |\circlearrowleft \rangle _{A}|\circlearrowright \rangle _{B}}
نظرًا إلى أن بوب قد وضع مرشحات استقطاب متقابلة على كل شق، فنحن نعرف أن هذه الفوتونات لا يمكن أن تمر إلا (لنفترض) عبر الشق الأول. من ذلك الشق، تصطدم الفوتونات بالشاشة وفقًا للدالة الموجة:
{\displaystyle f_{1}(x)={\frac {1}{\sqrt {2\pi {\sqrt {d^{2}+(x+a/2)^{2}}}}}}\exp \left[i(h/\lambda ){\sqrt {d^{2}+(x+a/2)^{2}}}\right],}
حيث a هو المساحة بين الشقين، d هو المسافة من الشقوق نحو الشاشة وx هو المسافة نحو منتصف الشاشة. تتناسب شدة الضوء على الشاشة (عدد الفوتونات) مع مربع سعة هذه الموجة، بكلمات أخرى:
{\displaystyle I_{1}(x)\propto {\frac {1}{d^{2}+(x+a/2)^{2}}}.}